# Боллинг, Джон
Джон Боллинг (англ. John Bolling; 27 января 1676 — 20 апреля 1729) — плантатор и политик колониальной Виргинии.

## Биография
Родился 27 января 1676 года в семье богатого плантатора Роберта Боллинга и его первой жены Джейн Рольф. По материнской линии он был правнуком индейской принцессы Покахонтас и её мужа-англичанина Джона Рольфа.
Он поселился на семейной плантации Боллингов «Коббс» к западу от Пойнт-оф-Рокс на северном берегу реки Аппоматтокс, ниже по течению от современного Питерсберга, штат Вирджиния. С 1710 года и до своей смерти в 1729 был членом палаты бюргеров. В 1722 году он открыл табачный склад на территории современного района «Покахонтас» в Питерсберге. Уильям Бэрд отмечал, что Боллинг наслаждался прибылью от огромной торговли со своими соотечественниками и еще большей от торговли с индейцами.
С 1697 года Боллинг был женат на Мэри Кеннон, дочери Ричарда Кэннона и Элизабет Уоршэм. У них было шесть детей, чьи имена упоминаются в завещании:
- Джон Боллинг-младший (1700—1757), женился на Элизабет Льюис в 1720 году. Позже женился вновь на Элизабет Блэр (дочери Арчибальда Блэра) в 1728 году и имел по крайней мере 9 детей. 
  - Джон Боллинг III был женат на Мэри Джефферсон, дочери Питера Джефферсона и сестре американского президента Томаса Джефферсона. Его праправнучка Эдит Вильсон была первой леди США как супруга Вудро Вильсона.

- Джейн Боллинг (1703—1766) — супруга Ричарда Рэндольфа с 1724 года, 7 детей. Их внук, Джон Рэндолф — посол США в России, конгрессмен.

- Элизабет Боллинг (р. 1709), замужем за Уильямом Гэем из Шотландии, трое детей.

- Мэри Боллинг (1711—1744), замужем за судьёй Джоном Флемингом[англ.], 8 детей.

- Марта Боллинг (1713—1737), замужем за Томасом Элдриджем с 1729 года, 4 детей.

- Энн Боллинг (1718—1800), замужем за Джеймсом Мюрреем, 6 детей.